# Án lệ 69/2023/AL
Án lệ 69/2023/AL về thẩm quyền của Trọng tài thương mại trong việc giải quyết tranh chấp thỏa thuận bảo mật thông tin và không cạnh tranh là án lệ thứ 69 thuộc lĩnh vực dân sự của hệ thống pháp luật Việt Nam, được Hội đồng Thẩm phán Tòa án nhân dân tối cao thông qua, Chánh án Nguyễn Hòa Bình ra quyết định công bố ngày 1 tháng 10 năm 2023, và có hiệu lực cho tòa án các cấp trong cả nước nghiên cứu, áp dụng trong xét xử từ ngày 1 tháng 11 năm 2023. Án lệ này dựa trên nguồn án là Quyết định số 755/2018/QĐ-PQTT ngày 12/6/2018 của Tòa án nhân dân Thành phố Hồ Chí Minh, nội dung xoay quanh các thỏa thuận về bảo mật thông tin và không cạnh tranh, thỏa thuận giải quyết tranh chấp bằng Trọng tài thương mại và thẩm quyền của Trọng tài thương mại. Thẩm phán chủ tọa giải quyết vụ việc dân sự của nguồn án là Phó Chánh án Tòa Thành phố Hồ Chí Minh Nguyễn Thị Thùy Dung, bà đã đề xuất lựa chọn nguồn án này làm án lệ.
Vụ việc xuất phát từ hợp đồng lao động và thỏa thuận bảo mật thông tin và không cạnh tranh (gọi là NDA) giữa hãng Recess và Đỗ Trang, theo đó quy định trong trường hợp kết thúc hợp đồng lao động thì Đỗ Trang không được làm công việc kinh doanh nào tương tự, cạnh tranh với Recess. Sau đó, khi Đỗ Trang nghỉ việc và làm cho hãng khác cùng ngành thì Recess đã đệ đơn khởi kiện lên trọng tài thương mại, nhận được phán quyết thắng kiện. Sau đó, Đỗ Trang đệ đơn yêu cầu tòa án hủy phán quyết của trọng tài. Tòa quyết định bác yêu cầu của Đỗ Trang, tuyên phán quyết có hiệu lực, và từ đây quyết định này của tòa được lựa chọn làm án lệ, và là án lệ đầu tiên có nguồn án là quyết định giải quyết việc dân sự.

## Nội dung vụ án

### Tranh chấp và phán quyết trọng tài
Ngày 10 tháng 10 năm 2015, chủ sở hữu của sàn giao dịch thương mại điện tử Lazada Việt Nam là Công ty trách nhiệm hữu hạn Recess và Đỗ Thị Mai Trang ký kết hợp đồng lao động với thời hạn 12 tháng từ ngày 10 tháng 10, 2015—31 tháng 10, 2016, thỏa thuận Đỗ Trang làm việc tại Recess với vị trí là Trưởng bộ phận tuyển dụng. Ngày 21 tháng 10 năm 2015, Recess và Đỗ Trang đã ký kết thỏa thuận bảo mật thông tin và không cạnh tranh, trong đó có nội dung:
"Trong quá trình cá nhân được tuyển dụng hoặc làm việc với Công ty Recess và trong thời gian mười hai (12) tháng dương lịch sau khi chấm dứt tuyển dụng hoặc kết thúc làm việc với Công ty Recess, không xét đến nguyên nhân chấm dứt tuyển dụng hoặc kết thúc làm việc, cá nhân đồng ý không, trực tiếp hoặc gián tiếp và trên toàn bộ phạm vi lãnh thổ, thực hiện công việc tương tự công việc hoặc về bản chất tương tự công việc vào bất kỳ công việc kinh doanh nào cạnh tranh với Lazada.vn (…), đang hoặc trong tương lai sẽ cạnh tranh với công việc kinh doanh của Lazada.vn, Công ty Recess và/hoặc các đơn vị liên kết và các đối tác của Công ty Recess."— khoản 1 Điều 3 NDA.

Recess và Đỗ Trang cũng thỏa thuận nếu xảy ra tranh chấp sẽ được giải quyết bằng phán quyết trọng tài thương mại. Ngày 1 tháng 11 năm 2016, Recess và Đỗ Trang tiếp tục ký kết hợp đồng lao động có thời hạn là 12 tháng từ ngày 1 tháng 11, 2016—31 tháng 10, 2017 với vị trí là Trưởng bộ phận tuyển dụng. Ngày 18 tháng 11 năm 2016, Đỗ Trang chấm dứt Hợp đồng lao động năm 2016 với Recess. Ngày 2 tháng 10 năm 2017, sau khi được biết Đỗ Trang đã ký kết hợp đồng lao động với một hãng khác hoạt động trong cùng ngành thì Recess đã nộp đơn khởi kiện Đỗ Trang về việc vi phạm khoản 1 Điều 3 NDA, kèm theo các chứng cứ gửi Trung tâm Trọng tài Quốc tế Việt Nam (VIAC), theo đó yêu cầu Đỗ Trang bồi thường cho Recess số tiền hơn 200 triệu đồng, bằng 3 lần tiền lương tháng liền kề trước khi Đỗ Trang đơn phương chấm dứt hợp đồng.

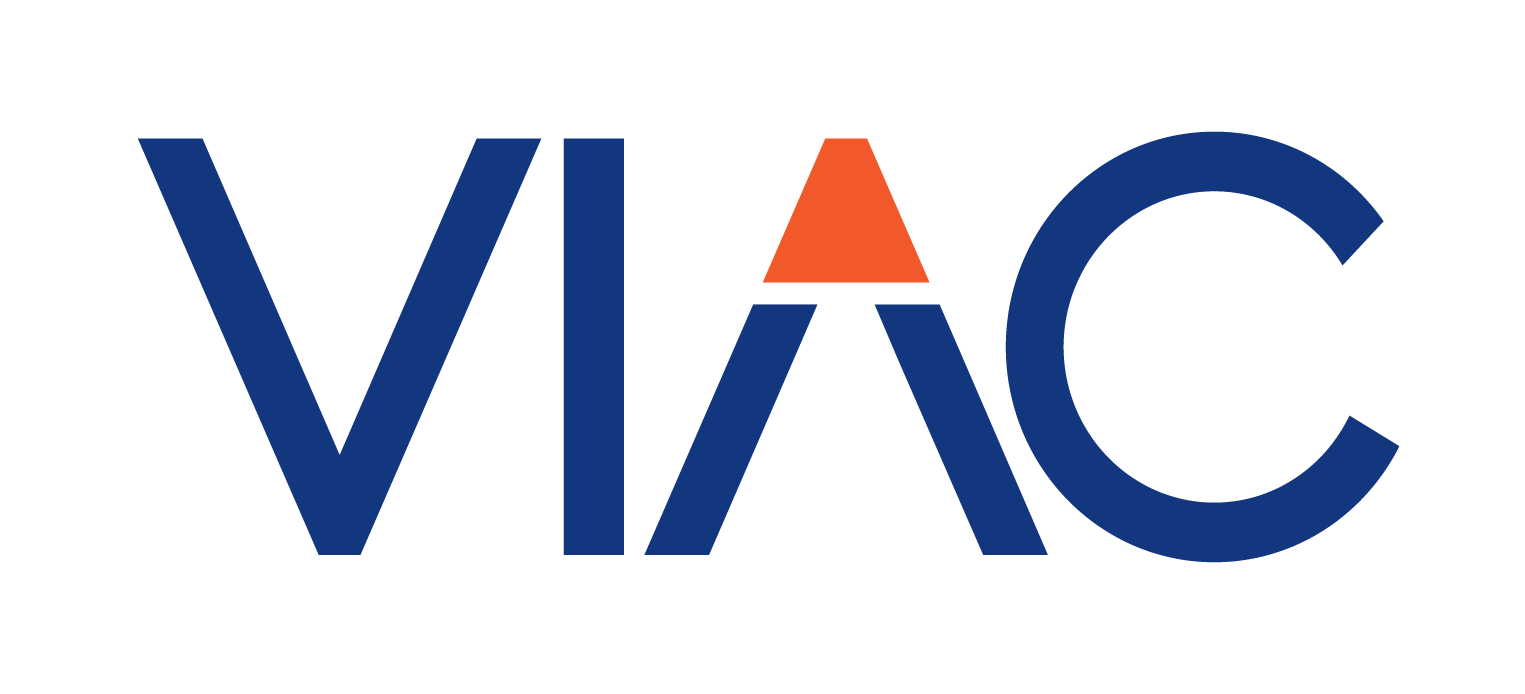
Logo Trung tâm Trọng tài Quốc tế Việt Nam.

Ngày 19 tháng 1 năm 2018, Trung tâm Trọng tài Quốc tế Việt Nam mở phiên họp giải quyết tranh chấp ở chi nhánh Thành phố Hồ Chí Minh tại tòa nhà VCCI, số 171 Võ Thị Sáu, Quận 3. Ngày 19 tháng 2, Hội đồng trọng tài đã ban hành phán quyết, theo đó chấp nhận toàn bộ yêu cầu của nguyên đơn, buộc bị đơn phải thanh toán cho nguyên đơn tiền bồi thường như yêu cầu, bị đơn phải chịu toàn bộ phí trọng tài của vụ tranh chấp này là 24,6 triệu đồng, do nguyên đơn đã nộp toàn bộ chi phí trọng tài nên yêu cầu bị đơn phải hoàn trả lại cho nguyên đơn, thanh toán tất cả trong vòng 30 ngày, trường hợp chậm thanh toán thì phải chịu lãi chậm trả 10% theo quy định của Bộ luật Dân sự 2015. Phán quyết trọng tài này có giá trị chung thẩm.

### Yêu cầu hủy phán quyết trọng tài
Không đồng ý với phán quyết của VIAC, ngày 22 tháng 3 năm 2018, Đỗ Trang đã nộp đơn khởi kiện tại Tòa án nhân dân Thành phố Hồ Chí Minh với yêu cầu xem xét hủy toàn bộ nội dung phán quyết của VIAC. Thứ nhất, Đỗ Trang cho rằng cho rằng NDA vi phạm quy định về quyền làm việc của người lao động—khi cấm bà được làm việc cùng lĩnh vực, hoặc đối thủ cạnh tranh trong 12 tháng sau khi chấm dứt hợp đồng, và khi NDA vi phạm các hành vi bị nghiêm cấm theo Luật Việc làm 2013 mà VIAC vẫn công nhận NDA là đã vi phạm nguyên tắc tuân thủ pháp luật cũng như điều cấm tại Luật này. Thứ hai, bà cho rằng thủ tục trọng tài trái với quy định của Luật Trọng tài thương mại 2010 bởi phán quyết đã được lập vào ngày thứ 31 kể từ ngày diễn ra phiên họp của Hội đồng trọng tài—bắt đầu họp ngày 19 tháng 1 năm 2018, ban hành phán quyết ngày 19 tháng 2 năm 2018—và phán quyết trọng tài đã không được gửi đến bà ngay sau ngày ban hành tức phải ngày 20 tháng 2 năm 2018. Thứ ba, bà cho rằng thủ tục giải quyết tranh chấp không thuộc VIAC mà là thuộc về Tòa, bởi NDA là một phần của hợp đồng lao động, và VIAC không có thẩm quyền giải quyết tranh chấp lao động. Thứ tư, bà cho rằng VIAC đã sử dụng chứng cứ giả mạo trong quá trình xét xử.

## Giải quyết việc dân sự
Tòa án nhân dân Thành phố Hồ Chí Minh đã thụ lý việc dân sự, mở phiên họp giải quyết vào ngày 12 tháng 6 năm 2018 tại trụ sở ở 131 Nam Kỳ Khởi Nghĩa, phường Bến Thành, Quận 1, phiên họp được chủ tọa bởi Thẩm phán Nguyễn Thị Thùy Dung, 2 thẩm phán Ủ Thị Bạch Yến và Nguyễn Thị Phong, với sự tham gia của Kiểm sát viên Châu Hiệp Phát.

### Nhận định của tòa án
Về thủ tục tố tụng, 19 tháng 2 năm 2018 là ngày công bố phán quyết của VIAC, Đỗ Trang nhận được vào ngày 27 tháng 2, đến ngày 22 tháng 3 thì nộp đơn yêu cầu Tòa án hủy phán quyết trọng tài là còn trong thời hạn theo quy định của Luật Trọng tài thương mại 2010.
Về lý do của bị đơn Đỗ Trang rằng thoả thuận trọng tài vô hiệu do vi phạm điều cấm của pháp luật và phán quyết của VIAC trái với các nguyên tắc cơ bản của pháp luật Việt Nam thì Tòa viện dẫn các điều khoản:
"Trong trường hợp một bên phát hiện có vi phạm quy định của Luật này hoặc của thỏa thuận trọng tài mà vẫn tiếp tục thực hiện tố tụng trọng tài và không phản đối những vi phạm trong thời hạn do Luật này quy định thì mất quyền phản đối tại Trọng tài hoặc Tòa án."— Điều 13 Luật Trọng tài thương mại 2010.

"Trường hợp một bên phát hiện có vi phạm quy định Luật TTTM [Trọng tài thương mại] hoặc của thỏa thuận trọng tài mà vẫn tiếp tục thực hiện tố tụng trọng tài và không phản đối với Hội đồng trọng tài, Trung tâm trọng tài những vi phạm đó trong thời hạn do Luật TTTM quy định thì mất quyền phản đối tại Trọng tài, hoặc tại Tòa án đối với những vi phạm đã biết đó. Trường hợp Luật TTTM không quy định thời hạn thì thời hạn được xác định theo thỏa thuận của các bên hoặc quy tắc tố tụng trọng tài" và "Trường hợp Tòa án xác định vi phạm đã mất quyền phản đối quy định tại Điều 13 Luật TTTM và hướng dẫn tại khoản 1 Điều này thì bên đã mất quyền phản đối không được quyền khiếu nại quyết định của Hội đồng trọng tài, yêu cầu hủy phán quyết trọng tài đối với những vi phạm đã mất quyền phản đối đó. Tòa án không được căn cứ vào các vi phạm mà một hoặc các bên đã mất quyền phản đối để quyết định chấp nhận yêu cầu của một hoặc các bên.".— Điều 6 Nghị quyết số 01/2014/NQ-HĐTP.

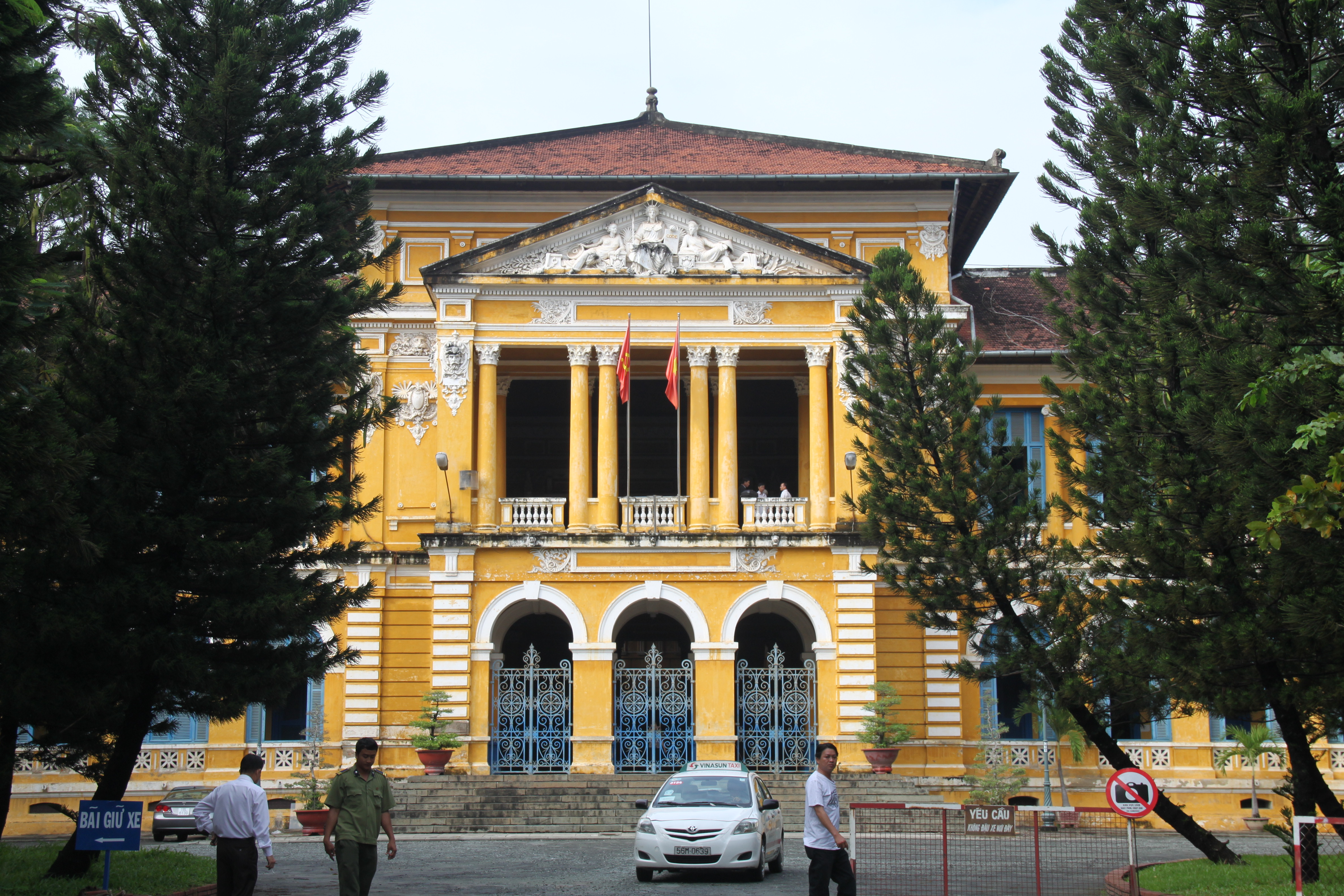
Trụ sở Tòa án nhân dân Thành phố Hồ Chí Minh, nơi diễn ra phiên họp xét yêu cầu.

Hội đồng xét đơn tiếp tục viện dẫn Quy tắc tố tụng trọng tài của VIAC quy định: "Trong trường hợp bị đơn cho rằng thỏa thuận trọng tài không tồn tại, thỏa thuận trọng tài vô hiệu hoặc thỏa thuận trọng tài không thể thực hiện được thì bị đơn phải nêu rõ trong Bản tự bảo vệ. Nếu bị đơn không nêu rõ điều đó trong bản tự bảo vệ thì bị đơn mất quyền phản đối". Theo tòa, trong Bản tự bảo vệ đề ngày 4 tháng 12 năm 2017 của bị đơn Đỗ Trang cũng như trong suốt quá trình tố tụng trọng tài, bị đơn không hề đưa ra bất cứ phản đối nào đối với thoả thuận trọng tài. Như vậy, bị đơn đã mất quyền phản đối về thoả thuận trọng tài theo quy định từ các điều khoản mà tòa viện dẫn.
Về việc Đỗ Trang cho rằng NDA vi phạm quy định về quyền làm việc của người lao động tại Luật Việc làm 2013, Hội đồng xét đơn xét thấy Bộ luật Dân sự 2005 quy định: "Quyền tự do cam kết, thoả thuận trong việc xác lập quyền, nghĩa vụ dân sự được pháp luật bảo đảm, nếu cam kết, thoả thuận đó không vi phạm điều cấm của pháp luật, không trái đạo đức xã hội. Trong quan hệ dân sự, các bên hoàn toàn tự nguyện, không bên nào được áp đặt, cấm đoán, cưỡng ép, đe doạ, ngăn cản bên nào. Cam kết, thoả thuận hợp pháp có hiệu lực bắt buộc thực hiện đối với các bên và phải được cá nhân, pháp nhân, chủ thể khác tôn trọng", theo đó trong trường hợp này, giữa Đỗ Trang với Rececess đã tự nguyện ký kết, khi ký Đỗ Trang là người có đầy đủ năng lực hành vi theo quy định của pháp luật, không bị ép buộc, lừa dối hay áp đặt ý chí để phải chấp nhận ký NDA. Do đó, NDA có hiệu lực. Việc VIAC công nhận hiệu lực của NDA là hoàn toàn đúng pháp luật.
Về yêu cầu hủy phán quyết trọng tài vì "thủ tục trọng tài trái với các quy định của Luật Trọng tài thương mại" về thời gian ban hành, thời gian gửi, Hội đồng xét đơn viện dẫn Bộ luật Dân sự 2015 quy định: "Khi ngày cuối cùng của thời hạn là ngày nghỉ cuối tuần hoặc ngày nghỉ lễ thì thời hạn kết thúc tại thời điểm kết thúc ngày làm việc tiếp theo ngày nghỉ đó" và "Thời điểm kết thúc ngày cuối cùng của thời hạn vào lúc hai mươi tư giờ của ngày đó". Phiên họp cuối cùng giải quyết vụ tranh chấp được tổ chức vào ngày 19 tháng 1 năm 2018, tuy nhiên do ngày 18 tháng 2 năm 2018, ngày thứ 30 kể từ ngày diễn ra phiên họp cuối cùng là ngày Chủ nhật, tức ngày nghỉ cuối tuần, nên VIAC ban hành phán quyết vào ngày 19 tháng 2 năm 2018 là vẫn còn trong thời hạn theo quy định viện dẫn nêu trên. Ngày 20–21 tháng 2 năm 2018 là ngày nghỉ lễ Tết Nguyên đán, nên theo quy định tại Bộ luật Dân sự 2015, thời hạn gửi phán quyết không thể kết thúc vào các ngày này, mà kết thúc vào lúc hai mươi tư giờ của ngày làm việc tiếp theo, tức ngày 22 tháng 2 năm 2018. Do đó, phán quyết được gửi cho các bên trong ngày 22 tháng 2 là vẫn còn trong thời hạn quy định tại Luật Trọng tài thương mại.
Hội đồng xét đơn, nội dung nhận định.
Về thẩm quyền giải quyết tranh chấp mà mối quan hệ giữa NDA và hợp đồng lao động, Hội đồng xét đơn viện dẫn Luật Trọng tài thương mại quy định: "Thẩm quyền giải quyết các tranh chấp của Trọng tài: Tranh chấp phát sinh giữa các bên trong đó ít nhất một bên có hoạt động thương mại", cùng với việc Recess là thương nhân, có đăng ký kinh doanh, có hoạt động thương mại theo Luật Thương mại 2005. Do đó, thỏa thuận trọng tài thuộc thẩm quyền giải quyết của VIAC và trọng tài, nội dung này đã được VIAC kết luận. Bên cạnh đó, Luật Trọng tài thương mại quy định: "Trường hợp bị đơn cho rằng vụ tranh chấp không thuộc thẩm quyền của Trọng tài, không có thoả thuận trọng tài, thoả thuận trọng tài vô hiệu hoặc thỏa thuận trọng tài không thể thực hiện được thì phải nêu rõ điều đó trong bản tự bảo vệ". Trong khi đó, tại Bản tự bảo vệ cũng như trong suốt quá trình tố tụng trọng tài, Đỗ Trang không đưa ra bất cứ phản đối nào đối với thẩm quyền của Trọng tài mà vẫn tiếp tục tố tụng trọng tài, vẫn tham gia phiên họp giải quyết tranh chấp. Như vậy, Đỗ Trang đã mất quyền phản đối về thẩm quyền của VIAC theo quy định tại Điều 13 Luật Trọng tài thương mại 2010 và hướng dẫn tại Điều 6 Nghị quyết số 01/2014/NQ-HĐTP. Về mối quan hệ giữa NDA và hợp đồng lao động, Hội đồng xét đơn căn cứ vào các văn bản và quá trình tố tụng để kết luận NDA là hợp đồng độc lập so với hợp đồng lao động.
Về lý do rằng chứng cứ do các bên cung cấp mà VIAC căn cứ vào đó để ra phán quyết là giả mạo thì Tòa xét thấy, Recess đã cung cấp cho VIAC và bị đơn thư xác nhận của ngân hàng và phiếu lương tháng liền kề trước hành vi vi phạm NDA của bị đơn, các chứng cứ này là các tài liệu do ngân hàng Recess xác nhận nên không thể xem là giả mạo. Hơn nữa căn cứ Luật Trọng tài thương mại, đây là phần nội dung, không thuộc thẩm quyền của hội đồng xét đơn.

### Quyết định
Từ những nhận định trên, Hội đồng xét đơn của Tòa án nhân dân Thành phố Hồ Chí Minh quyết định không chấp nhận yêu cầu của bị đơn Đỗ Trang về việc hủy phán quyết trọng tài của Hội đồng trọng tài thuộc Trung tâm Trọng tài Quốc tế Việt Nam, đồng thời quyết định của Hội đồng xét đơn là quyết định cuối cùng, các bên và VIAC không có quyền khiếu nại, kháng cáo, Viện kiểm sát không có quyền kháng nghị.

## Hình thành án lệ
Đầu năm 2023, Thẩm phán Nguyễn Thị Thùy Dung đã đề xuất lựa chọn quyết định giải quyết việc dân sự cho mình chủ tọa này của Tòa án nhân dân Thành phố Hồ Chí Minh làm án lệ góp phần xác định thẩm quyền của trọng tài thương mại, và là 1 trong 14 đề xuất giai đoạn này. Sau đó, theo tiến trình lựa chọn, Tòa án nhân dân tối cao đã phối hợp với Liên minh châu Âu và Chương trình phát triển Liên hợp quốc (UNDP) tổ chức lấy ý kiến từ ngày 19 tháng 4 năm 2023. Sau đó, Hội đồng tư vấn án lệ được tổ chức họp nhằm thảo luận, cho ý kiến vào ngày 2 tháng 6. Trên cơ sở ý kiến góp ý của các thành viên Hội đồng tư vấn án lệ, Vụ Pháp chế và Quản lý khoa học xin rút 5 dự thảo án lệ. Ngày 16 tháng 8, Hội đồng Thẩm phán họp và quyết định thông qua 7 trong 8 dự thảo, trong đó có quyết định giám đốc thẩm của vụ án trên, chính thức là Án lệ số 69/2023/AL và là 1 trong 3 án lệ dân sự trong đợt lựa chọn này.
Đối với án lệ này, các luật gia đã bình luận về 2 vấn đề chủ đạo là thẩm quyền giải quyết tranh chấp NDA của trọng tài và nội dung của NDA. Về thẩm quyền thì các quan điểm thống nhất rằng Án lệ 69 đã thống nhất việc trọng tài thương mại có thẩm quyền giải quyết tranh chấp về NDA. Còn đối với nội dung của NDA thì nhiều luật gia cho rằng NDA là hợp đồng bảo vệ cho người sử dụng lao động, đã phổ biến trên thế giới và dần phổ biển ở Việt Nam, Án lệ 69 chưa trực tiếp đề cập tới nội dung NDA, tuy nhiên cũng là cơ sở để người lao động lường trước rủi ro, tránh "bút sa gà chết" khi ký kết hợp đồng lao động.